# Висоцький Анатолій Антонович
Анатолій Антонович Висоцький (12 серпня 1951 — 16 травня 2024) —  український лікар-хірург дитячий  вищої категорії, кандидат медичних наук, Заслужений лікар України, керівник Кремінської районної лікарні. Відомий за внесок у розвиток медичної інфраструктири Луганської області. ⠀

## Біографія
Ранні роки та освіта
Анатолій Висоцький народився 12 серпня 1951 року в селі Багва Маньківського району Черкаської області. У 1967 році вступив до Уманського медичного училища на фельдшерське відділення, яке закінчив у 1971 році. Під час навчання працював санітаром у санаторії для дітей із захворюваннями кісткової системи, а згодом - фельдшером.  
Після проходження строкової служби в армії (1971–1973), продовжив навчання в Дніпропетровському медичному інституті, який закінчив у 1980 році за спеціальністю "Педіатрія". 
Професійна діяльність
У 1981 році переїхав до міста Кремінна Ворошиловградської (нині Луганської) області, де розпочав роботу в Кремінській районній лікарні дитячим хірургом. У 1985 році став заступником головного лікаря, а в 1987 році був обраний головним лікарем Кремінського районного медичного об'єднання, де працював до 2007 рік.   
Під його керівництвом у лікарні було реалізовано низку проєктів, зокрема будівництво нового дитячого корпусу, фізіотерапевтичного відділення, реабілітаційного центру, відкриття відділення реанімації та судово-медичної експертизи. Також організовано лікарняну касу та зведено житловий будинок для медичних працівників.  
З 2007 по 2009 рік працював помічником голови Луганської обласної державної адміністрації, а згодом очолював Головне управління охорони здоров’я Луганської області . 
У 2010 році заснував реабілітаційний центр з лікування хребта в місті Кремінна. 
Під час війни на сході України у 2014 році працював над відновленням діяльності Луганського державного медичного університету в місті Рубіжне Луганської області . З 2014 по 2018 рік очолював кафедру «Організація охорони здоровʼя» у цьому університеті.  
Наукова діяльність
У 2002 році Анатолій Висоцький захистив дисертацію на здобуття наукового ступеня кандидата медичних наук за темою «Клініко-патогенетична характеристика та хірургічне лікування ускладнених форм бешихи» (спеціальність - хірургія.
Є автором понад 20 наукових праць у сфері хірургії та організаціі охорони здоровʼя .

## Нагороди та визнання
- 2002 - почесне звання «Заслужений лікар України» (Указ Президента України № 553/2002).[7]
- Медаль "За заслуги перед Кременщиною" (ІІІ ступеню)
- Медаль "За заслуги перед Луганщиною"
- Почесний громадянин міста Кремінна [8]

## Особисте життя
Анатолій Висоцький був одружений, мав двох синів:
- Ігор Висоцький — дитячий хірург [9];

- Антон Висоцький — пластичний хірург [10].

## Останні роки та пам’ять
У 2022 році через повномасштабне вторгненням Росії в Україну переїхав до Львівської області, де проживав у родині молодшого сина. Помер 16 травня 2024 року, похований в селі Поршна Львівської області. 
Кремінська міська рада відзначила його внесок у розвиток медицини Луганської області. У місті Кремінна планується увічнення його пам'яті .